# Kobiela (województwo opolskie)
Kobiela – (niem. Kuhschmalz), wieś w Polsce położona w województwie opolskim, w powiecie brzeskim, w gminie Grodków.
W latach 1975–1998 miejscowość administracyjnie należała do ówczesnego województwa opolskiego.

## Zabytki

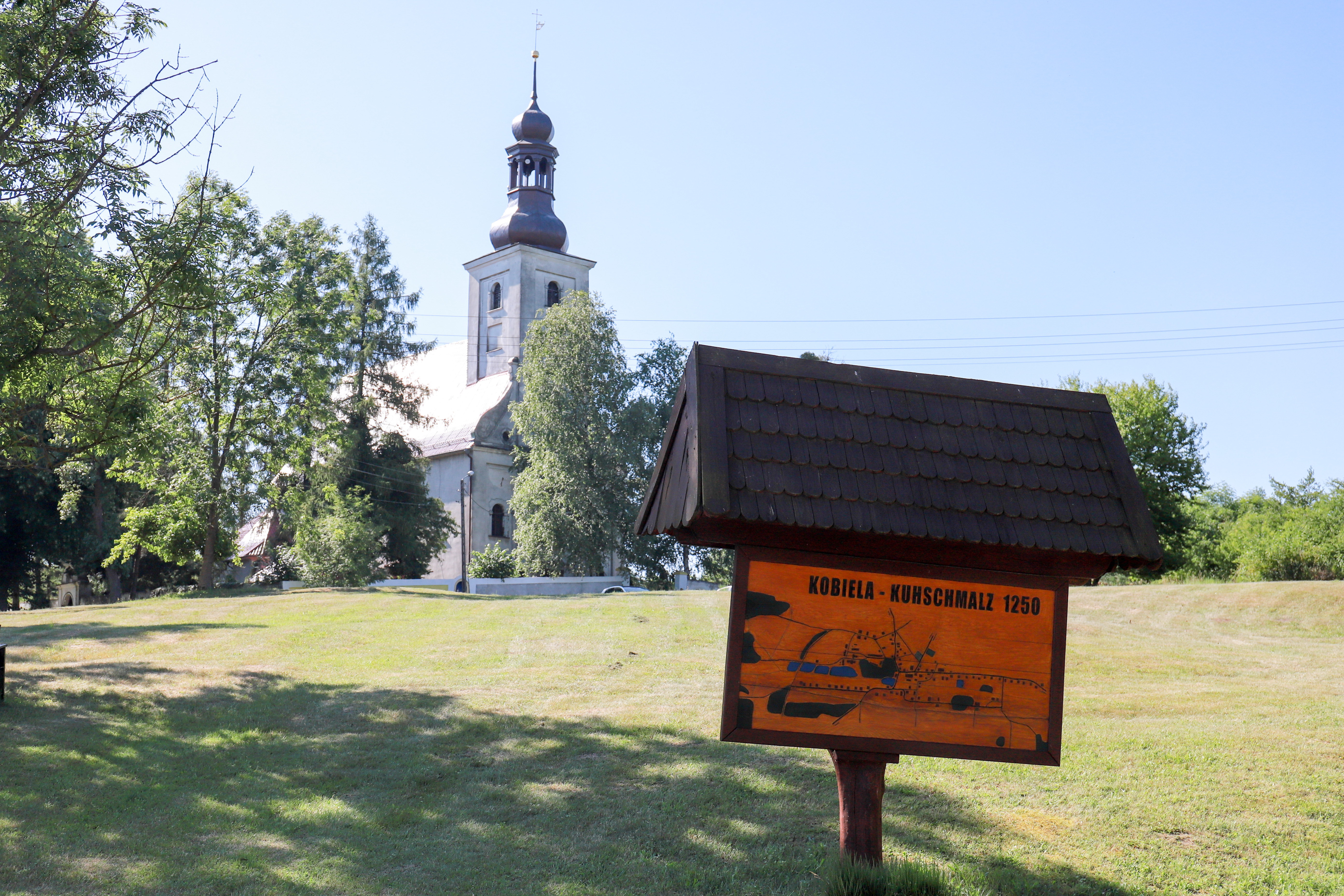
kościół par. pw. św. Jerzego

Do wojewódzkiego rejestru zabytków wpisane są:
- kościół par. pw. św. Jerzego, z 1662 r., XVIII w.
- park dworski, z XIX w.